# Erinaceophasma
Erinaceophasma är ett släkte av insekter. Erinaceophasma ingår i familjen Phasmatidae.
Kladogram enligt Catalogue of Life:
| Erinaceophasma | \| \| Erinaceophasma horridus \| \| \| \| \| \| Erinaceophasma recedens \| \| \| \| \| \| Erinaceophasma vepres \| \| \| \| |
|                | \| \| Erinaceophasma horridus \| \| \| \| \| \| Erinaceophasma recedens \| \| \| \| \| \| Erinaceophasma vepres \| \| \| \| |
|                | Erinaceophasma horridus |
|                | |
|                | Erinaceophasma recedens |
|                | |
|                | Erinaceophasma vepres |
|                | |